# Friedrich Dorn (Maler)
Friedrich Wilhelm Diedrich Heinrich Dorn (* 29. April 1861 in Nostorf; † 25. November 1901 in Hamburg) war ein deutscher Landschafts- und Marinemaler sowie Grafiker der Düsseldorfer Schule.

## Leben
Dorn war Sohn eines Maschinenbauers. Ab 1887 studierte er an der Kunstakademie Düsseldorf. Dort waren Adolf Schill, Carl Ernst Forberg und vor allem Eugen Dücker seine Lehrer. In der Landschafterklasse des Letzteren hielt sich Dorn von 1888 bis 1895 auf. Er folgte aber stilistisch und in der Wahl der Motive eher Olof Jernberg, der von 1882 bis 1898 als Hilfslehrer in dieser Klasse tätig war. So zeichnen sich seine Werke durch eine ähnlich impressionistische Malweise aus wie die Jernbergs. Im Kunsthandel und auf Kunstausstellungen, etwa in Berlin und Düsseldorf, trat Dorn durch Landschaftsbilder und Radierungen auf.

## Werke (Auswahl)
- Kühe am Waldbach grasend
- Landschaft mit Getreidefeld
- Landschaft mit Schäfer und Herde
- Bewaldete Auenlandschaft mit Ziegen
- Bärtiger Bildhauer in seiner Werkstatt, Radierung